# بدر موسى
بدر موسى هو لاعب كرة قدم فلسطيني يلعب حالياً في نادي غزل المحلة المصري بعد أن إنتقل من نادي الإنتاج الحربي المصري أيضاً على سبيل الإعارة.

## الإنجازات

### خدمات رفح
- الدوري الفلسطيني الممتاز (2):
  - 2018–19 ، 2019–20
- كأس قطاع غزة (1):
  - 2018–19
- وصيف كأس السوبر الفلسطيني لقطاع غزة 2019 ، كأس السوبر الفلسطيني لقطاع غزة 2020.